# 山名教之
山名 教之（やまな のりゆき）は室町時代の守護大名。伯耆・備前守護。
山名熙之の子として生まれる。幼名は鶴房、のち室町幕府第6代将軍足利義教より偏諱を受けて教之と名乗る。
父・熙之が家督を継承しなかった（継ぐことなく早世したか）ため、祖父の山名氏之から直接家督を譲られ、幼くして伯耆守護の座に就く。家督の譲渡時期は不明だが、応永34年（1426年）5月には「山名鶴房」として文献に現れ、永享10年（1438年）8月には兵部少輔として見える。それ以降、40年余りに渡って伯耆国に君臨、国人衆を支配体制に組み込み、強固な地盤を築いた。
嘉吉元年（1441年）、嘉吉の乱において同族の山名持豊（宗全）・山名教清と共に赤松満祐の領国に攻め入り、満祐の首を挙げた功績で教之は恩賞として備前が与えられ、伯耆・備前2か国の守護となった。享徳2年（1453年）頃に長男の豊之に家督を譲り、応仁の乱で宗全に従い西軍の部将として戦ったが、赤松政則に備前を奪われた。また、文明3年（1471年）に豊之が伯耆で殺害されている。また、同族の因幡守護山名熈幸の養子になっていた次男の豊氏も直後に戦死したため、因幡・伯耆は混乱状態になった。そのため、文明4年（1472年）6月12日に京都から領国伯耆に引き上げている。
文明5年（1473年）死去。次男の豊氏は同族の因幡守護山名熈幸の養子になっていたため、3男の之弘が伯耆守護職を継いだが、文明8年（1476年）に赤松政則の支持を得た4男の元之が伯耆守護となり、山名政豊の支援を受けた孫の政之と争った。